# Вы не видели мою улитку?
«Вы не видели мою улитку?» (англ. Have You Seen This Snail?) — 63-я серия четвёртого сезона мультсериала «Губка Боб Квадратные Штаны». Также это пятый специальный выпуск. В США премьера серии состоялась 7 июня 2008 года на телеканале «Nickelodeon».
Мультсериал рассказывает о приключениях и усилиях главного героя и его друзей в подводном городе Бикини Боттом. В этом эпизоде Гэри, домашняя морская улитка Губки Боба, убегает из дома, чувствуя, что отвлечённый Губка Боб пренебрегает им, и его усыновляет новый владелец. Осознав ошибочность своего пути, Губка Боб вместе со своим лучшим другом Патриком отправляется на поиски своего любимого питомца, чтобы вернуть его в его законный дом.
Эпизод собрал 8 млн зрителей, достигнув наибольшего числа зрителей кабельного телевидения в возрасте от 6 до 11 лет за 2005 год. Эпизод «Вы не видели мою улитку?» получил в целом положительные отзывы телевизионных критиков после выпуска.
Музыкант Стю исполнил песню «Gary’s Song», которую Кенни Джи исполнил как инструментальную для мультфильма «Губка Боб в бегах».

## Сюжет
Губка Боб получает набор для игры в пэдлбол от Морского Супермена и Очкарика; в инструкции сказано: чтобы побить рекорд Грязного пузыря, нужно ударить по ракетке шариком 29 998 559 671 349 раз. Боб полностью поглощён проблемой и забывает про Гэри в течение десяти дней. Гэри чувствует себя заброшенным и бежит из дома. Когда Патрик приходит, то приводит Губку Боба в порядок. Губка Боб ищет Гэри, чтобы покормить, но его нигде нет; но в почте Губка Боб находит письмо, в котором сказано, что Гэри уходит искать нового хозяина.
Тем временем Гэри блуждал в другом городе. Гэри испугался некоторых беспризорных улиток, которые по внешнему виду кажутся жестокими, но они лишь пытались подружиться. Добрая старая леди обнаруживает Гэри и принимает его за одно из её собственных домашних животных мисс Тафси. Гэри заброшен любовью и пищей, в то время как Губка Боб идёт на работу подавленным из-за того, что не нашёл Гэри. Мистер Крабс говорит, что «любая проблема может быть решена, если больше работать», пытаясь заставить Боба работать. Но Губка Боб понимает всё не так и убегает с работы, чтобы искать Гэри. Боб развешивает эмблемы и знаки повсюду в надежде найти Гэри.
Гэри в доме старой леди питался много и должен пойти в туалет. Старая леди дала Гэри бумаги, которые ей дал Патрик. После прочтения их Гэри понимает, что Губка Боб действительно любит его и хочет, чтобы он вернулся. Гэри пытается уползти, но вместо того, чтобы делать это, он заканчивает тем, что ползёт в туалет, заполненный пустыми раковинами улиток. Когда старая леди пытается накормить его снова, Гэри находит, что все улитки, жившие у старой леди, умирали от переедания, а старая леди плохо понимала и не знала что надо сделать перерыв. Он спасается, но старая леди догоняет его на улице. Гэри быстро находит улитку, которую он видел прежде. Её старая леди теперь принимает за мисс Тафси и забирает домой вместо Гэри (он думает, что она так накормит эту улитку, что умрёт от переедания и таким образом получит наказание за то, что он приставал к Гэри, когда тот искал, что поесть, и случайно увидел заброшенную коробку с остатками еды).
А тем временем Губка Боб уже отчаялся найти Гэри и решает забыть про него. Но вдруг слышит мяуканье. Поначалу Бобу кажется, что это галлюцинация, однако потом он видит Гэри, радуется и приносит его домой, считая, что Гэри голоден. Тот лишь жалобно мяукнул, устав от своих приключений.

## Роли
- Том Кенни — Губка Боб, Гэри
- Билл Фагербакки — Патрик Стар, Ленни
- Роджер Бампасс — Сквидвард
- Клэнси Браун — мистер Крабс
- Эми Полер — бабушка
- Джилл Тэлли — Эвелин, Мэйбл
- Ди Брэдли Бейкер — уличные улитки